# Щербаченко Тетяна Василівна
Стус Тетяна Василівна (нар. 21 лютого 1976, с. Можняківка, Новопсковський район, Луганська область, Українська РСР, СРСР) — літературний критик, дитяча письменниця, арт-менеджерка. Керівниця проєкту промоції дитячого читання «BaraBooka. Простір української дитячої книги», експертка та співзасновниця рейтингу видань для дітей та підлітків «Рейтинг критика», член журі премій та рейтингів у галузі дитячої літератури («Джури», «Коронація слова», «Книжка року», «Великий їжак» та ін.). Авторка програм-інтенсивів з літературної освіти для дітей та підлітків.

## Життєпис
Народилася на Слобожанщині (село Можняківка Новопсковського району Луганської області) в родині вчителів. Продовжуючи традиції родини, 1998 року з відзнакою закінчила факультет української філології Луганського державного педуніверситету імені Тараса Шевченка. У 1998–1999 роках працювала вчителем української мови та літератури в середній спеціалізованій школі дизайну (Луганськ). Потім — прес-офіцером Центру громадських зв'язків УМВС України в Луганській області, редакторкою часопису «Луганські вісті», редакторкою відділу культури часопису «Українське слово», заступницею головного редактора журналу «Книжник-review».
1999 року вийшла друком збірка поезій «Русалії» (Луганськ, видавництво «Книжковий світ»). Також публікувалася в збірниках поезій видавництва «Смолоскип», альманаху «Колекція» (2001 рік), місцевих виданнях, у Всеукраїнському молодіжному журналі «Смолоскипи».
У 2001 році переїхала до Києва. Працювала редакторкою відділу культури газети «Українське слово», заступницею головного редактора журналу Книжник-review, заступницею головного редактора журналу «Київська Русь», головною редакторкою дитячого журналу «Соняшник». Саме робота над журналом остаточно привела Тетяну до дитячої літератури. 2006 року у видавництві Країна мрій побачила світ її енциклопедія для дівчаток «Панночка» — рекордсмен продажів видань для дітей. Загальний наклад — 35 тис. примірників. Згодом у видавництві Грані-Т вийшла книжка оповідань «Пуп землі, або Як Даринка світ рятувала» (наклад 12 тис. прим.). Остання є в багатьох українських дитячих бібліотеках завдяки програмі «Українська книга».
Тетяна вивчала історію української дитячої літератури в Інституті літератури ім. Т. Г. Шевченка НАН України. Як літературна редакторка художніх та науково-популярних видань співпрацювала з видавництвами «Факт», «Зелений Пес», «Теза», «Київська Русь», «Ваклер» та іншими.
Експертка рейтинґової акції «Книжка року» в номінації «Дитяче свято». Член журі конкурсів дитячої літератури: «Великий Їжак» (2012), «Коронація слова» (2011), «Книга року» (2004–2012), Премії Володимира Рутківського «Джури» (2013).
Статті, огляди, критика, авторські колонки книжкових оглядів, окремі твори друкувалися в газетах «Дзеркало тижня», «Українське слово», «День», «Україна молода», «Урядовий кур'єр», «Post-Поступ», «24», журналах «Книжник-review», «Україна», «Книжковий огляд», «Книжковий клуб+», «Академия», «Мама и Я», «Спудей», «Сучасність», «Кур'єр Кривбасу», «Київська Русь» та ін. Численні виступи, коментарі з книжкової тематики, зокрема — дитячої, на провідних каналах українського радіо та телебачення.
У 2014 році Тетяна Щербаченко разом із Фондом культури та інновацій «Футура» заснувала портал «BaraBooka»

## Основні художні твори
- Таня Стус, «Перший, прощавай!» (2025, «Видавництво Юлії Сливки»).
- Таня Стус. “Майстерня обіймів” (2024, “ТОВ Сільпо-фуд”)
- Таня Стус, “Проростання” (2024, “Yakaboo Publishing”).
- Таня Стус, “Таємні історії малих і великих перемог” (2022 - безкоштовна аудіо-версія - “Абук” та Megogo, 2023 - паперове видання, “Книголав”).
- Таня Стус, «Рі(з)дні люди» (2019, «Видавництво Старого Лева»)
- Таня Стус, «Де Ойра?» (2017, «Vivat»; ілюстрації Надія Кушнір).
- Таня Стус, «Їжак Вільгельм» (2016, видавництво «Vivat»).
- Збірник оповідань (співавторка) «Чат для дівчат» (2016, «Видавництво Старого Лева»);
- Тетяна Щербаченко, «Біла, синя та інші» (2014, «Видавництво Старого Лева»)
- Тетяна Щербаченко, «Як не заблукати в Павутині» (2013, «Видавництво Старого Лева», спецвідзнака «Форуму видавців», Львів, книжка є у відкритому доступі [Архівовано 20 липня 2016 у Wayback Machine.]);
- Тетяна Щербаченко, «Пуп землі, або Як Даринка світ рятувала» (2007, оповідання для дітей, читати тут [Архівовано 21 серпня 2016 у Wayback Machine.] або тут [Архівовано 25 серпня 2016 у Wayback Machine.]);
- Тетяна Щербаченко, український дівчачий бестселер «Панночка» (2006 р., видавництво «Країна мрій», художньо-пізнавальна енциклопедія; отримала друге місце серед книжок своєї номінації рейтингу «Книжка року — 2007», витримала чотири перевидання (продано понад 30 000 примірників).
- Тетяна Каплунова, «Мій Роман» (2007 р., роман, лауреат літературного конкурсу «Коронація слова»);
- Тетяна Щербаченко, науково-популярна книжка «Дніпро: великі проблеми великої ріки» [Видано в рамках Програми ПРООН ГЕФ екологічного оздоровлення басейну Дніпра]. Літературний текст Т.Щербаченко. — К.: ВПТ «Ай Бі», 2003, 54 с.; Видання створено у співпраці з міжнародним екологічним проектом ПРООН ГЕФ за матеріалами наукових досліджень екологічного стану Дніпра.
- Тетяна Каплунова, «ЗмієLOVE, я Твоя» (2005 р., поетична збірка);
- Тетяна Каплунова, «Русалії» (2000 р., поетична збірка).

## Наукові публікації
- Т. В. Щербаченко. Соціальна марґінальність як рушій розгортання сюжету в сучасній українській прозі для дітей // Конференція молодих учених, 2011;
- Т. В. Щербаченко. Марґінальне як об'єкт літературознавчого дослідження // Конференція молодих учених, 2007;
- Т. В. Щербаченко. Типологічний аналіз дискурсів як аспект інтерпретації художнього твору // Studia methodologika. — 1998, ч.5. — С. 55–65;
- Т. В. Щербаченко. Апокрифічний герой оповідних поезій Василя Голобородька // Вісник Луганського державного педагогічного університету ім. Т.Шевченка. — 1999, ч.7. — С.73–75;
- Т. В. Щербаченко. «Парадокси» та «помилки» в рекламних текстах: випадковість чи закономірність? // Вісник Луганського державного педагогічного університету ім. Т.Шевченка. — 2000, ч.4. — С.195–199.

## Нагороди
- Лавреатка премії «Українська книжка року» у номінації «За сприяння у вихованні підростаючого покоління» за книжку «Їжак Вільгельм»[1]

### Інформація в публічних мережевих довідниках
- Тетяна Щербаченко на сайті Автура [Архівовано 17 травня 2014 у Wayback Machine.]
- Стус (Щербаченко) Тетяна на сайті Видавництва старого лева [Архівовано 1 вересня 2016 у Wayback Machine.]
- Щербаченко Тетяна, українська дитяча письменниця, на сайті Центральної бібліотеки ім. Т. Г. Шевченка для дітей
- Сторінка Тетяни Щербаченко на сайті видавництва «Грані-Т»
- Тетяна Щербаченко на EdCamp [Архівовано 5 січня 2017 у Wayback Machine.],
- Письменниця Тетяна Щербаченко з доньками Дариною та Ївгою на сайті радіо «Промінь» [Архівовано 8 серпня 2016 у Wayback Machine.]
- Щербаченко Тетяна, письменниця, на сайті 1576.ua [Архівовано 11 серпня 2016 у Wayback Machine.],
- Тетяна Каплунова на сайті Поетика [Архівовано 29 квітня 2017 у Wayback Machine.].

### Вибрані рецензії на книжки Тетяни Стус

#### «Рі(з)дні люди»
- БараБука, Ольга Купріян [Архівовано 15 лютого 2020 у Wayback Machine.]

#### «Як не заблукати в Павутині»
- Буктрейлер [Архівовано 2 червня 2014 у Wayback Machine.]
- Ключ, Наталя Марченко [Архівовано 21 серпня 2016 у Wayback Machine.]
- Mama.ua, Наталка Малетич
- MediaSapiens, Марина Дорош
- БараБука, Като Деспаті [Архівовано 5 вересня 2016 у Wayback Machine.]

#### «Біла, синя та інші»
- UAМодна. Олена Коляда [Архівовано 15 вересня 2016 у Wayback Machine.]
- Буквоїд, Володимир Рутківський
- БараБука, Світлана Шинкаренко [Архівовано 8 вересня 2016 у Wayback Machine.]
- Україна молода, Ольга Купріян [Архівовано 17 серпня 2016 у Wayback Machine.]

#### «Пуп Землі, або Як Даринка світ рятувала»
- Розробка уроку для позакласного читання в 5 класі, Марія Бояринцева [Архівовано 15 серпня 2016 у Wayback Machine.]
- Весь Кіровоград, Дмитро Шульга [Архівовано 11 жовтня 2016 у Wayback Machine.]

### Інтерв'ю
- Телеканал «Культура» «Людина в професії».
- Газета «День», проект «Донбас, почуй своїх!»[недоступне посилання з серпня 2019].
- Перший національний, «Книга.Ua», рекомендації з читання.
- НТРК України, «Родинна бібліотека», про «Чат для дівчат» [Архівовано 6 жовтня 2016 у Wayback Machine.].
- Обозреватель, прямий ефір про методи заохочення дитини до читання. [Архівовано 17 серпня 2016 у Wayback Machine.]
- 5 канал, про найкращі дитячі книжки. [Архівовано 4 квітня 2016 у Wayback Machine.]

### Участь у публічних дискусіях, презентаціях
- Організація та презентація щорічної відзнаки найкращих українських родинних видань, телеканал 1+1 [Архівовано 9 серпня 2016 у Wayback Machine.].
- «Нестайківські читання» в «Книгарні Є» (співорганізатор, ведуча). Сюжет на телеканалі «1+1» [Архівовано 9 серпня 2016 у Wayback Machine.].
- «Література в час військової агресії: цензура vs самоцензура» Громадське.tv [Архівовано 18 грудня 2015 у Wayback Machine.].
- "EdCamp Ukraine 2015 «Інформаційна безпека та інформаційне натхнення: як не заблукати?», обмін досвідом з педагогами, Харків, Перша національна (не)конференція для шкільних педагогів EdCamp Ukraine.
- Літдискусія «Несучасність українського сучасного персонажа» (Kyiv Comic Con 2015), модерування.
- Дискусія «Табуйовані теми у підлітковій літературі» [Архівовано 27 серпня 2016 у Wayback Machine.], «Форум видавців», 2015.
- Презентація-гра «Малюцький теАРТ». «Біла, синя та інші» в «Книгарні Є», Телеканал «Культура».
- Круглий стіл «Видання для підлітків у сучасному літературному та навчально-виховному процесі» [Архівовано 10 серпня 2016 у Wayback Machine.], організаця, модерування Тетяни Щербаченко (Стус).
- Про започаткування дитячого громадського руху «Книгу — в новини» [Архівовано 29 липня 2016 у Wayback Machine.]. Сторінка руху на Facebook.
- Авторський блог «Буккросинг» про книжкові новинки для дітей та підлітків, телеканал «Культура»: Книги для дітей, Щоденник для дітей і батьків, Класика від «Веселки», Їде грудень на коні, Маляка — принцеса Драконії, Літак у небі, Чорно-білі казки, Хуха Моховинка, Кожен може стати принцесою.